# 沙田站公共運輸交匯處

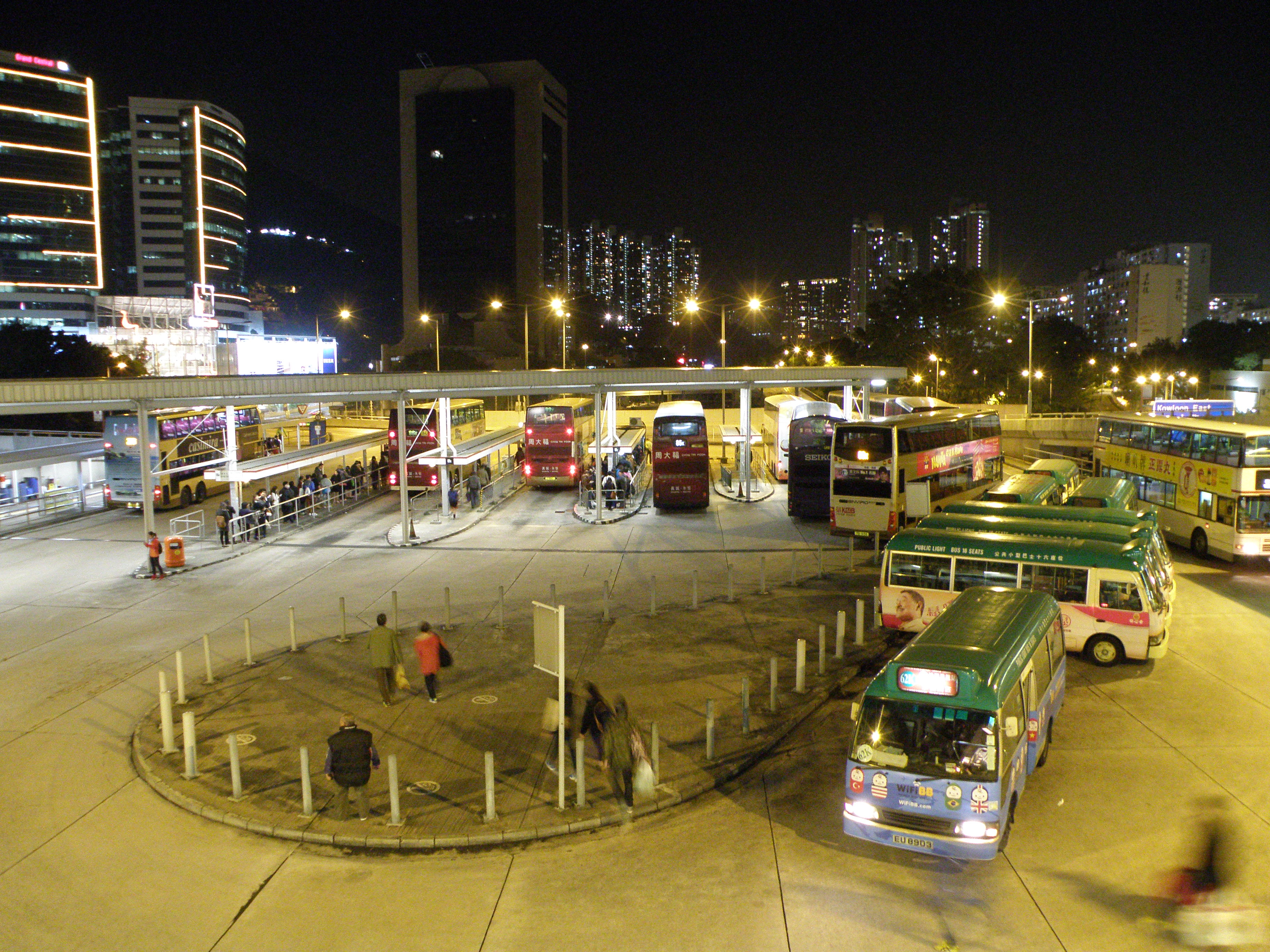
俯瞰沙田站公共運輸交匯處全貌及夜景

沙田站公共運輸交匯處（英語：Sha Tin Station Public Transport Interchange），位於香港新界沙田區沙田市中心沙田車站圍1號連城廣場外，屬於架空平行式巴士總站與專綫小巴總站，建於港鐵沙田站月台及沙田貨場平台上蓋，與沙田站大堂A1及B出口相連。
作為沙田市中心兩大巴士總站之一，位於沙田站對開的公共運輸交匯處，與大埔公路－沙田段另一面、新城市廣場地下的沙田市中心總站一樣，同時有沙田區區內線以及對外路線使用。交匯處與沙田鄉事會路以沙田車站圍行車天橋連接，橋底一段排頭街另設有專綫小巴及非專營巴士上落客區。
2010年10月10日，新巴798線開辦成為首條途經本站的新巴路線。

## 總站路線資料（巴士）

### 九龍巴士85K線
- 恆安 ↔ 沙田站

1987年2月5日路線投入服務，是馬鞍山區第一條行走巴士路線，來往恆安及沙田站。途經頌安邨、欣安邨、錦泰苑、富安花園、濱景花園、沙田第一城、禾輋邨、瀝源邨。

### 九龍巴士86K、86S線
86K
- 錦英苑 ↔ 沙田站

1991年6月1日投入服務，以配合錦英苑落成。途經利安邨、馬鞍山市中心、恆安邨、富安花園、濱景花園、沙田第一城、富豪花園、麗豪酒店。
86S
- 錦英苑 ↔ 沙田站

本線乃86K的輔助線，只在星期一至六上下午繁忙時間行駛。走線與86K線相似，唯途經源禾路（禾輋邨、瀝源邨）而不途經富豪花園、麗豪酒店。

### 九龍巴士89X線
- 沙田站 ↔ 觀塘（翠屏道）

1991年6月29日開辦，配合大老山隧道正式通車，成為首批途經路線，取代行走獅子山隧道的路線89A（觀塘碼頭 ↔ 圓洲角）。途經沙田市中心、城河東、沙田第一城、威爾斯親王醫院、愉翠苑、彩虹邨、德福花園、牛頭角、觀塘。

### 過海隧道巴士170線
- 沙田站 ↔ 華富（中）

### 九龍巴士263線
- 屯門站 ↔ 沙田站

由九龍巴士營運的一條路線，途經屯門新墟、屯門市中心、友愛、安定、兆麟苑及豐景園往來沙田市中心及港鐵沙田站的巴士服務。於2002年7月21日起投入服務。本線是唯一一條兩邊總站分別位於港鐵東鐵綫及屯馬綫車站，而又不是接駁港鐵兩線的新界區巴士路線。

### 九龍巴士N86線
- 錦英苑 ↔ 沙田站

### 城巴798A線（上午班次）
- 將軍澳（康盛花園） → 沙田站

下午班次為單向前往將軍澳方向，並以沙田市中心巴士總站為總站，不停此站。

### 九龍巴士888線
- 沙田馬場 → 沙田站

只在賽馬日行駛

## 總站路線資料（專線小巴）

### 新界區專線小巴60K線
- 沙田站 ↔ 火炭平房區

### 新界區專線小巴60P線
- 沙田站 ↔ 駿洋邨

### 新界區專線小巴60R線
- 沙田站 ↔ 彭福公園

### 新界區專線小巴62K線
- 沙田站 ↔ 沙田山莊

### 新界區專線小巴66K線
- 九肚 ↔ 沙田站

### 新界區專線小巴67A線
- 碩門邨 ↔ 沙田站

### 新界區專線小巴67K線
- 亞公角 ↔ 沙田站

## 途經路線資料（巴士）

### 九龍巴士70S線
- 紅磡站 ↔ 和合石

只限往紅磡站方向途經此站。

### 九龍巴士88X線
- 火炭（穗禾苑） ↔ 藍田（平田）

來回程均途經此站。

### 城巴798線
- 調景嶺站 ↔ 火炭（駿洋邨）

只限往火炭方向單向途經，往調景嶺站方向於沙田市中心巴士總站設站。

### 城巴798X線
- 將軍澳工業邨 ↔ 火炭（駿洋邨）

只限往火炭方向單向途經，往將軍澳工業邨方向於沙田市中心巴士總站設站。

### 九龍巴士W3線
- 上水 ↔ 佐敦（西九龍站）

來回程均途經此站。

## 車坑分佈
| 車坑分佈（以入口最左邊起計） | 車坑分佈（以入口最左邊起計） | 車坑分佈（以入口最左邊起計）                                                            |
| 車坑編號                     | 車坑數目                     | 路線                                                                                    |
| ---------------------------- | ---------------------------- | --------------------------------------------------------------------------------------- |
| 1                            | 雙坑                         | 專線小巴60K、60P、60R、62K、66K、67A、67K線 九龍巴士70S、88X、263、W3線 城巴798、798X線 |
| 2                            | 單坑                         | 九龍巴士86K線                                                                           |
| 3                            | 單坑                         | 九龍巴士89X線                                                                           |
| 4                            | 單坑                         | 九龍巴士85K線                                                                           |
| 5                            | 單坑                         | 過海隧道巴士170線                                                                       |
| 6                            | 單坑                         | 九龍巴士86S線                                                                           |

- 有紅字班次為雙向途經。

## 排頭街專線小巴總站路線資料

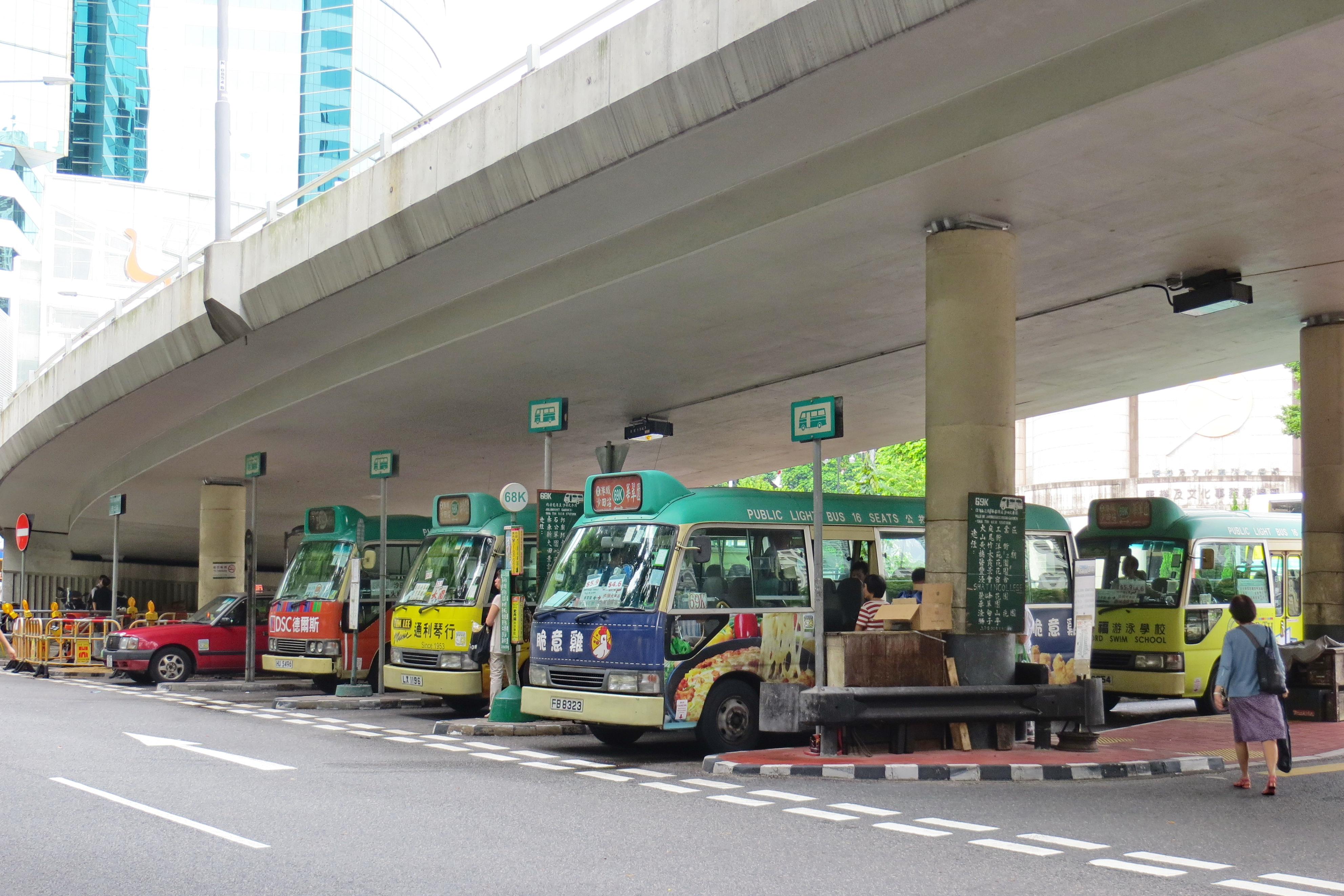
排頭街專線小巴總站，前方道路為排頭街。

### 新界區專線小巴27線
- 香港科學園（第三期） ↔ 沙田站（排頭街）

### 新界區專線小巴27A線
- 白石角（天賦海灣） ↔ 沙田站（排頭街）

### 新界區專線小巴27B線
- 白石角（天賦海灣） ↔ 沙田站（排頭街）

### 新界區專線小巴68K線
- 沙田站（排頭街）／大圍站 ↔ 瑞峰花園

### 新界區專線小巴69K線
- 沙田站（排頭街） ↔ 華翠園

### 新界區專線小巴809K線
- 沙田站（排頭街） ↺ 作壆坑村

## 過往路線
- 九龍巴士81K線（總站於1984年12月2日由此總站延長至穗禾苑）
- 九龍巴士85P線（已取消）
- 九龍巴士86P線（已取消）
- 九龍巴士269D線（總站於2002年7月20日由此總站延長至瀝源，來回程並改經沙田市中心巴士總站而不再使用此站）
- 過海隧道巴士N170線（總站於2001年3月18日由此總站延長至沙田市中心巴士總站，方便市民在沙田轉車）
- 九龍巴士90R線（已取消）